# Gastón Gagliardo
Gastón Alberto Gagliardo Loor (Guayaquil, 28 de abril de 1967) es un político ecuatoriano

## Biografía
Nacido en la ciudad de Guayaquil el 28 de abril de 1967,, casado con Mónica Arauz y padre de tres hijos. Se graduó en el Colegio Rocafuerte en el año de 1985, graduado como concertista de guitarra clásica en el Conservatorio Antonio Neumane. Es Profesor de Segunda Enseñanza y Licenciado en Ciencias de la Educación por la Universidad Laica Vicente Rocafuerte de Guayaquil y  tiene un Postgrado en Artes otorgado por el Conservatorio Superior de Música de Barcelona – España.

## Vida política
Inició el cargo de legislador por la Provincia del Guayas como militante del Movimiento Alianza PAIS (Patria Altiva i Soberana) al ganar su primera elección en el año 2009.
Asambleísta reelecto por el Distrito 4 de la Provincia del Guayas, periodo 2013 – 2017. Es miembro de la Comisión Especializada Permanente de Educación, Cultura, Ciencia y Tecnología; Grupo Parlamentario por los Derechos de las Mujeres; Grupo Parlamentario por los Derechos de la Naturaleza y el Buen Vivir; Grupo Interparlamentario de Amistad y de Coordinación Recíproca entre la Asamblea Nacional de la República del Ecuador y el Senado de la República de Italia; y, miembro del Grupo Interparlamentario de Amistad entre la Asamblea Nacional de la República del Ecuador y el Congreso de Diputados de España.
Como parte de su labor legislativa fue ponente del Proyecto de Ley de Creación de la Universidad de las Artes y ha intervenido continuamente en el Pleno de la Asamblea Nacional del Ecuador presentando sus observaciones y propuestas a los proyectos de ley conocidos por esta instancia.

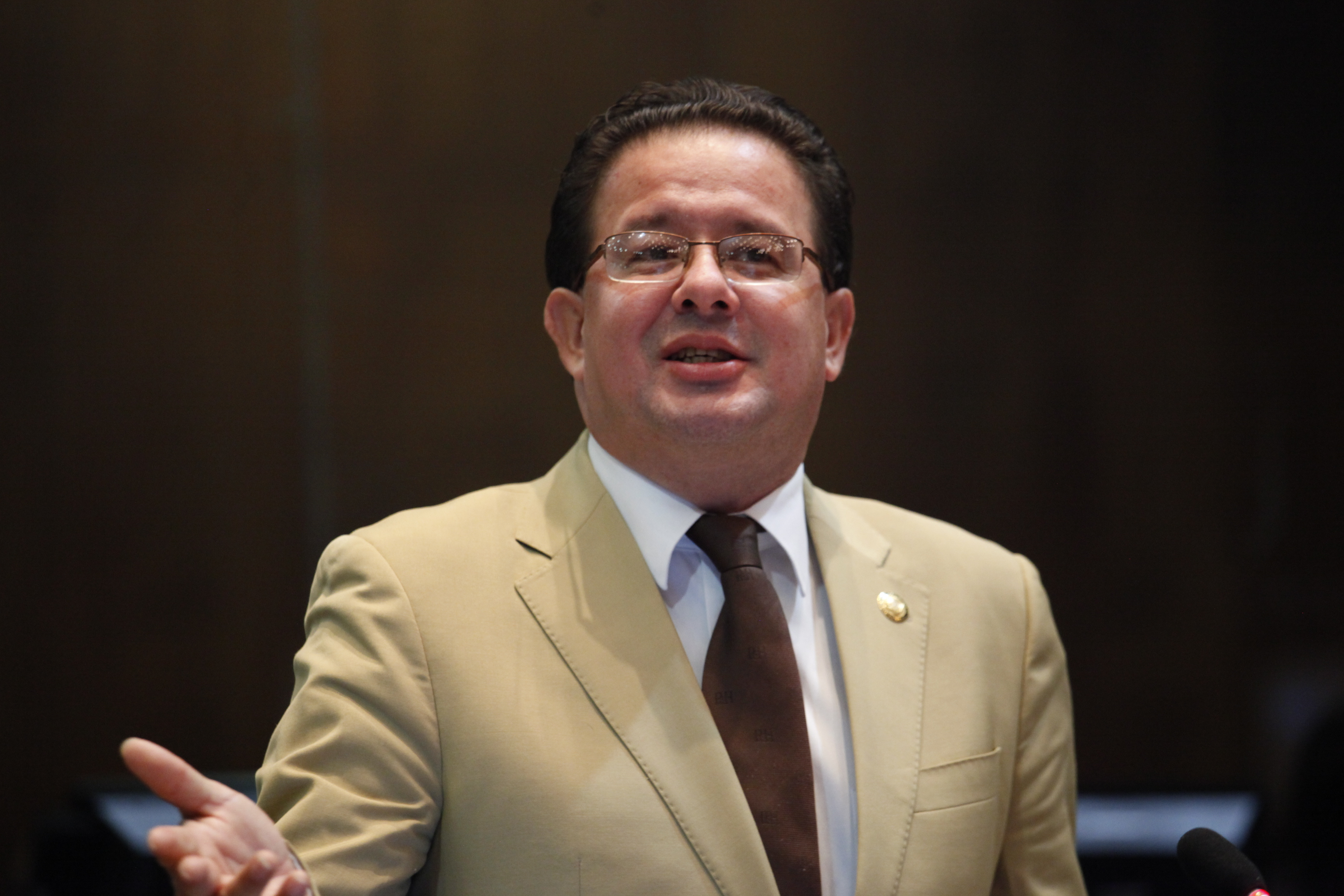
El asambleísta durante una intervención en el pleno.

Es miembro de la Red Hemisférica de Parlamentarios y Ex-parlamentarios por la Primera Infancia, reuniones en las que ha participado como ponente de los avances del Ecuador en legislación políticas públicas para la primera infancia del Ecuador y moderador de varios paneles; Además, es miembro  de la Comisión de Educación, Cultura, Ciencia, Tecnología y Comunicación del Parlamento Latinoamericano y ha participado en los foros internacionales de Virtual EDUCA,  el Foro de Educación e Inclusión en las Américas  y varios foros parlamentarios.
En el periodo 2009 – 2013 fue elegido como Asambleísta por la Provincia del Guayas, periodo en el cual fue miembro de la Comisión Especializada Permanente de Educación,Cultura, Ciencia y Tecnología; además fue miembro de la Comisión Especializada Permanente de Fiscalización y Control Político y fue parte de la Comisión Especial Ocasional para el Tratamiento de la Ley de Educación General.
Luego del terremoto de Manabí, Gagliardo se negó a donar el 10% de su sueldo a los damnificados, aduciendo que él "no es Papá Noel"

## Vida profesional
Ha dedicado 24 años de trabajo a la docencia en educación artística en instituciones religiosas, militares, privadas y públicas de la Provincia del Guayas como el Colegio Americano, Liceo Panamericano, Colegio Militar Teniente Hugo Ortíz, Colegio Santo Domingo de Guzmán, Colegio de La Inmaculada, Colegio Provincia del Azuay y la Universidad Católica de Guayaquil y ha sido docente de guitarra clásica del Antonio Neumane.
Además ha sido miembro del Consejo Directivo, Director de Área y Director Académico de la Academia de Música Tchaikovsky.
Fue Presidente del Directorio de la Orquesta Sinfónica de Guayaquil, periodo  2007 – 2009.
Vicecónsul del Ecuador en Barcelona España (1991); Cónsul Encargado del Consulado  Barcelona en  España(1992) y miembro del Comité Organizador de las Olimpiadas de Barcelona 1992 en España.
Fue productor del programa La Televisión durante 7 años.

## Vida artística
Guitarrista clásico graduado en el Conservatorio Antonio Neumane, ha dado conciertos de guitarra clásica a nivel nacional e internacional como en el Centro de Artes, Centro Cívico, Alianza Francesa, Edificio de las Cámaras, entre otros, ha sido solista de guitarra clásica del "Concierto de Aranjuez" con la Orquesta Sinfónica De Guayaquil, solista con la Orquesta de Cámara del Conservatorio Antonio Neumane, solista con la Orquesta de  Cámara en Trujillo - Perú, solista con la Orquesta Vivaldi del Municipio de Guayaquil. Ha participado por tres ocasiones en el Festival Internacional Renzo Francesco en Trujillo - Perú. Además, se ha presentado en Gerona y Barcelona.
Acompañó como guitarrista  en el Festival de Viña del Mar en 1999, a Juan Fernando Velasco en la interpretación del tema "Para que no me olvides" .
Grabó el disco de guitarra clásica española y latinoamericana "Gastón Gagliardo en Concierto", en el año de 1995 y fue parte de la producción del disco "Quien mira al cielo".